# Samuel Agba
Samuel Agba (født 12. juni 1986) er en nigeriansk fodboldspiller. 
Han spiller i den Københavnske klub  Ørestadens Helte, som af flere omgange har vundet DAIs Fair-Play pris.
Agba kom til Ørestadens Helte i august 2016.
Agba kom tidligere til  FC Helsingør i sommeren 2012 fra Skovshoved IF. 

## Klubber
- FC Helsingør
- Greve Fodbold
- BSV
- Esbjerg fB
- Ølstykke FC
- AB
- Ørestadens Helte

## Links
- Samuel Agbas spillerprofil på Transfermarkt (engelsk)
- Samuel Agbas profil hos FootballDatabase.eu (engelsk)
- Samuel Agbas profil på Eliteprospects.com (engelsk)
- www.helsingor.fodboldhistorie.dk Arkiveret 1. august 2012 hos  Wayback Machine